# Desa Ngaren (administrativ by i Indonesien, lat -7,71, long 110,72)
Desa Ngaren är en administrativ by i Indonesien.   Den ligger i provinsen Jawa Tengah, i den västra delen av landet, 500 km öster om huvudstaden Jakarta.